# 青雲寺 (荒川区)
青雲寺（せいうんじ）は、東京都荒川区にある臨済宗妙心寺派の寺院。

## 概要
創建年代は不明である。
かつては観音・秋葉・熊野・稲荷・浅間・弁天・大黒・恵比寿・布袋の諸堂等があったが、1808年（文化4年）の火災で焼失、再建されなかった。
現在は谷中七福神の恵比寿が祀られている。

## 交通アクセス
- 西日暮里駅より徒歩4分。